# Arctoconopa obscuripes
Arctoconopa obscuripes is een tweevleugelige uit de familie steltmuggen (Limoniidae). De soort komt voor in het Palearctisch en Nearctisch gebied.